# Martin Brod
Martin Brod (kyrillisch Мартин Брод) ist ein Ort im Nordwesten von Bosnien und Herzegowina. Es zählt zur Gemeinde Bihać und damit zum Kanton Una-Sana.

## Geografie

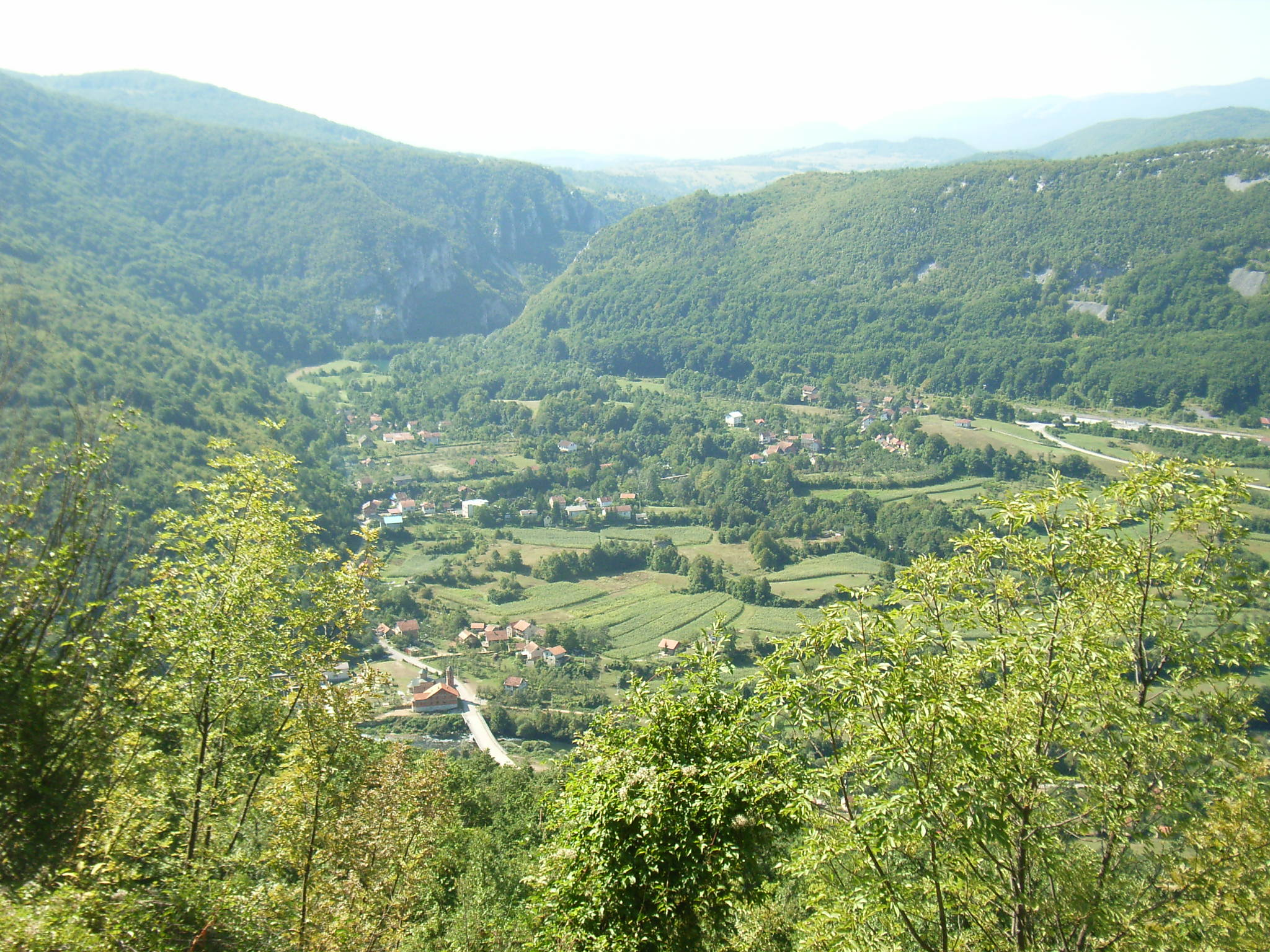
Der Talkessel von Martin Brod

Das Ortszentrum befindet sich wenige hundert Meter östlich der kroatischen Grenze in einem Talkessel der Flüsse Una und Unac, die sich hier vereinigen. Der größere Teil von Martin Brod liegt zwischen den beiden Flüssen, jedoch befinden sich auch einige neuere Bauten nördlich des Unac bzw. westlich der Una. Die Una bildet im Ort einen großen Wasserfall, der Teil des Nationalparks Una ist.
Die Unac-Schlucht, welche in Martin Brod endet, ist mit ihren steilen Felswänden sowie Wasserfällen ein Ziel für Kletterer, Wassersportler und Sportangler.

## Geschichte

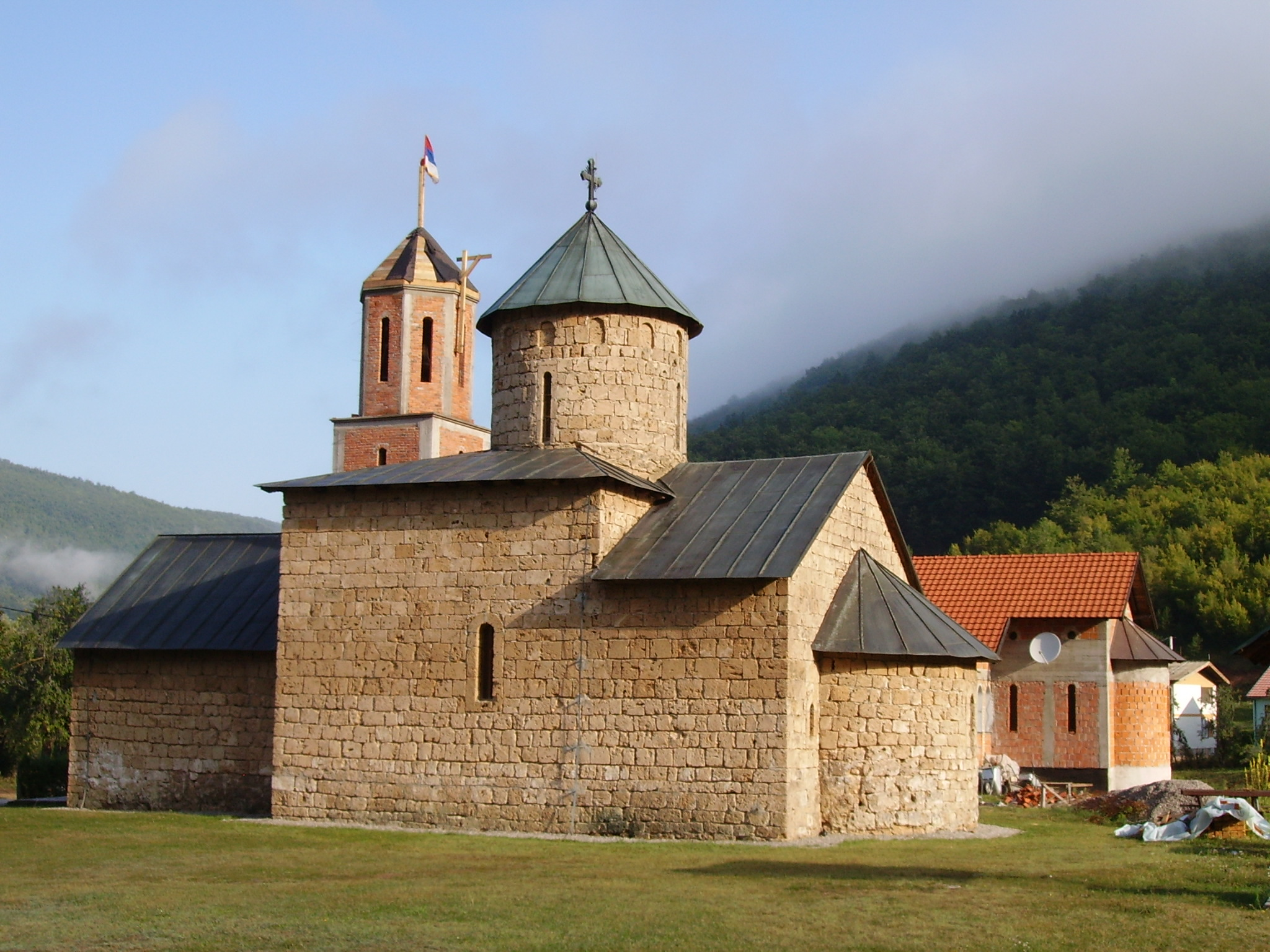
Rmanj-Kloster

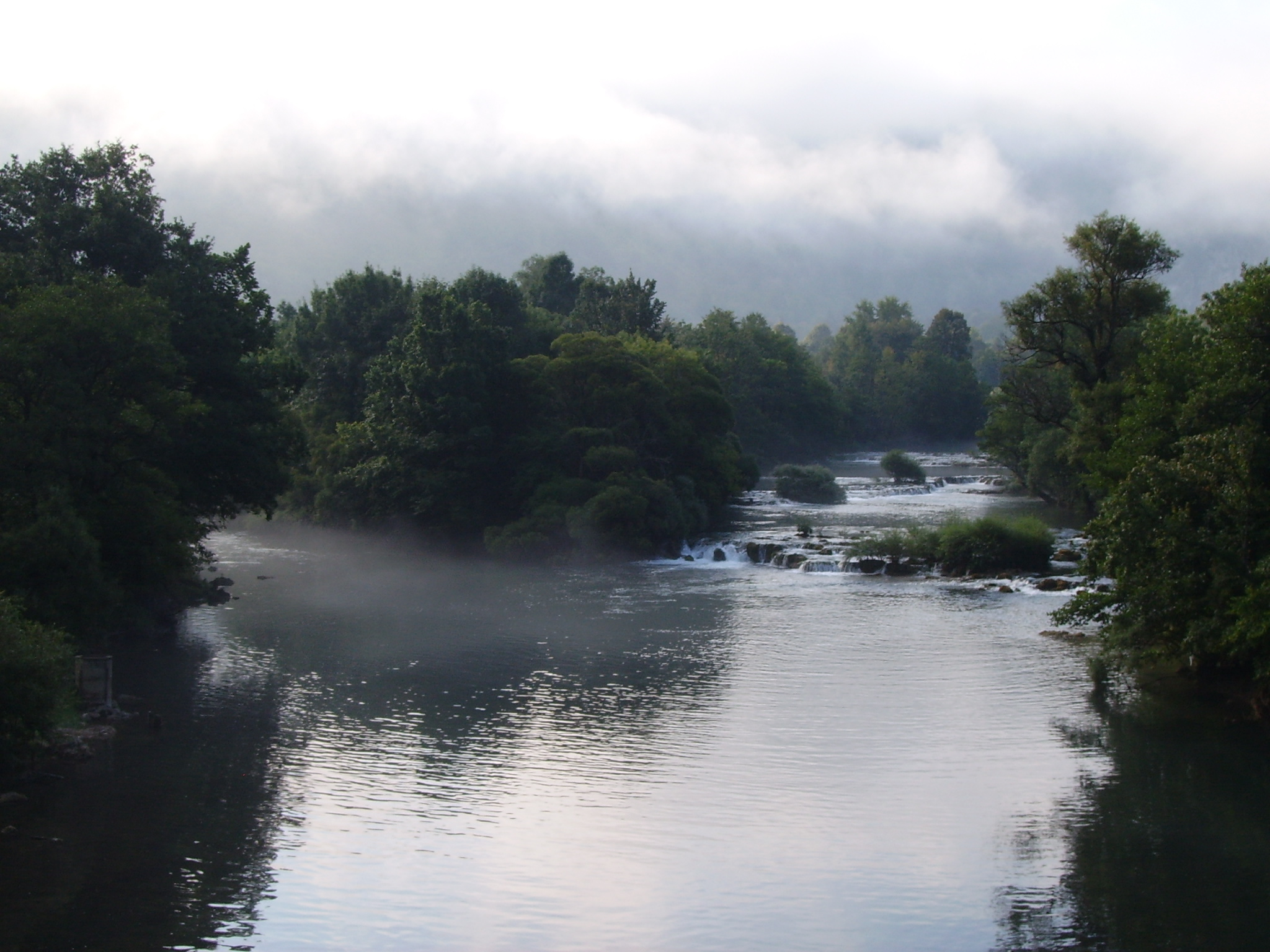
Zusammenfluss von Una und Unac

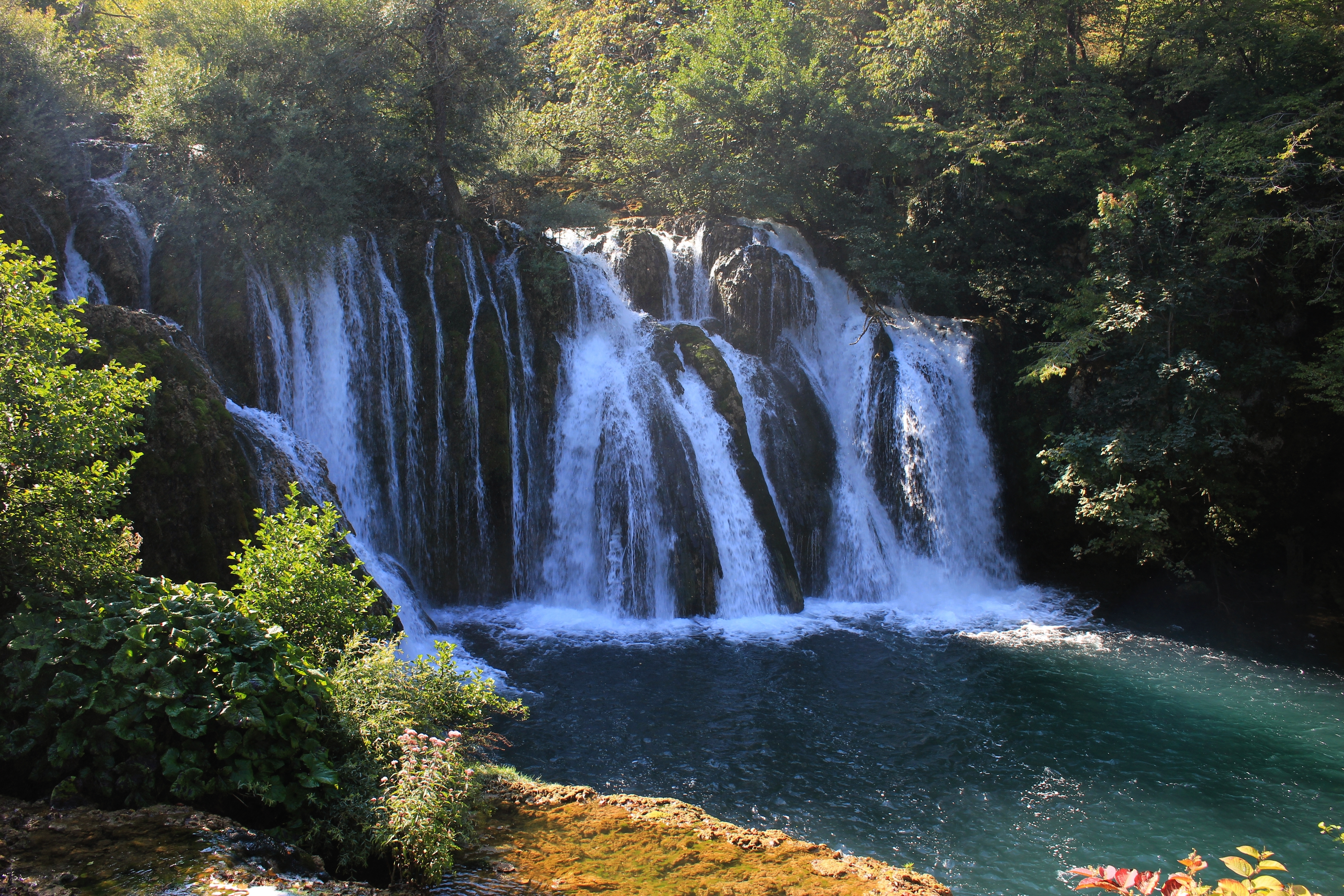
Wasserfall an der Una

Im Ort befindet sich das aktive serbisch-orthodoxe Kloster St. Nikolai Rmanj (Светониколајевски Манастир Рмањ), dessen Wurzeln in das 15. Jahrhundert zurückreichen, als es von Katarina Branković, der Tochter des serbischen Despoten Đurađ Branković, gestiftet wurde. Die Stiftung geht auf den Tod ihres Sohnes Herman, der mit 17 Jahren an dieser Stelle starb, zurück. Der heutige Name des Klosters wird deshalb auch als Verkürzung des Namens Herman angesehen. Auch ist der frühere Name des Ortes als Herman-grad bzw. des Klosters als Ermain überliefert.
Das Kloster ist das Zentrum des orthodoxen Glaubens in diesem Teil Bosniens. Es war 110 Jahre lang Sitz des Metropoliten von Dabar-Bosnien. Im 20. Jahrhundert wurde es zunächst 1944 im Zweiten Weltkrieg zerstört, in den 1980er Jahren wiederaufgebaut, im Kroatien- bzw. Bosnienkrieg erneut geplündert und schwer beschädigt und zuletzt 2001 renoviert.
Im Bosnienkrieg floh die einheimische Bevölkerung zum Kriegsende in Richtung Banja Luka. Der Ort war zu dieser Zeit von kroatischen Polizisten besetzt. Im Herbst 1997 – kurz vor der geplanten Rückkehr serbischer Flüchtlinge – bekamen etwa 50 Kroaten von den örtlichen Behörden die Erlaubnis, in ehemals serbische Häuser einzuziehen. Der Rückkehrversuch Anfang Oktober wurde von ihnen zunächst vereitelt, woraufhin kanadische SFOR-Soldaten am 7. Oktober 1997 eingriffen, um die Ordnung im Ort wiederherzustellen. Erst im Sommer 1999 kehrten die meisten der früheren Einwohner wieder in den Ort zurück.

### Grenzkonflikt mit Kroatien
Gegen Ende des Jahres 1998 eskalierte der schwelende Grenzkonflikt zwischen Kroatien und Bosnien-Herzegowina um Martin Brod. Nachdem der Hohe Repräsentant Carlos Westendorp und die bosnische Regierung die kroatische Seite mehrfach aufgefordert hatten, ihre in Martin Brod stationierten Polizeieinheiten abzuziehen, rückten am Morgen des 23. Dezember kanadische SFOR-Einheiten nach Martin Brod vor. In einer Rede vor Rekruten hatte Franjo Tuđman zuvor gedroht, dass er bereit sei, im Falle einer internationalen Intervention mit der kroatischen Armee gegen die SFOR-Truppen vorzugehen. Das hatte in Bosnien und Herzegowina Empörung ausgelöst.
Die vier in Martin Brod anwesenden kroatischen Polizisten wurden entwaffnet und über die internationale Grenze nach Kroatien zurückgeschickt. Die kroatischen Flaggen am Bahnhof wurden eingeholt und der Grenzverlauf mit Stacheldraht gesichert. Auf Drängen des kroatischen Außenministers Mate Granić zogen Innenminister Ivan Penić und Verteidigungsminister Miljavac daraufhin alle von Tuđman in Bereitschaft gesetzten Truppen – etwa 40 bis 50 Spezialeinheiten – zurück. Als dieser davon erfuhr, berief er eine Sondersitzung des Nationalen Sicherheitsrates ein, auf der er Penić dafür verantwortlich machte, dass die Polizisten sich nicht verteidigt hätten.
Die Situation hatte sich einige Monate zuvor während der Verhandlungen über die Wiedereröffnung der Eisenbahnlinie Bihać-Knin zugespitzt, da die kroatische Seite darauf bestand, dass der Bahnhof von Martin Brod auf kroatischem Territorium liege und diesen als ihren Grenzbahnhof nutzen wollte. Daraufhin waren kroatische Polizeikräfte nach Martin Brod entsandt worden.

## Bevölkerung
Der Talkessel von Martin Brod ist vorwiegend von Serben bewohnt. Zur Volkszählung von 1991 bezeichneten sich 320 der damals 328 Einwohner als Serben, das entspricht einem Anteil von 97,5 Prozent.
Bei der Volkszählung 2013 hatte Martin Brod nur noch 125 Einwohner.

## Wirtschaft

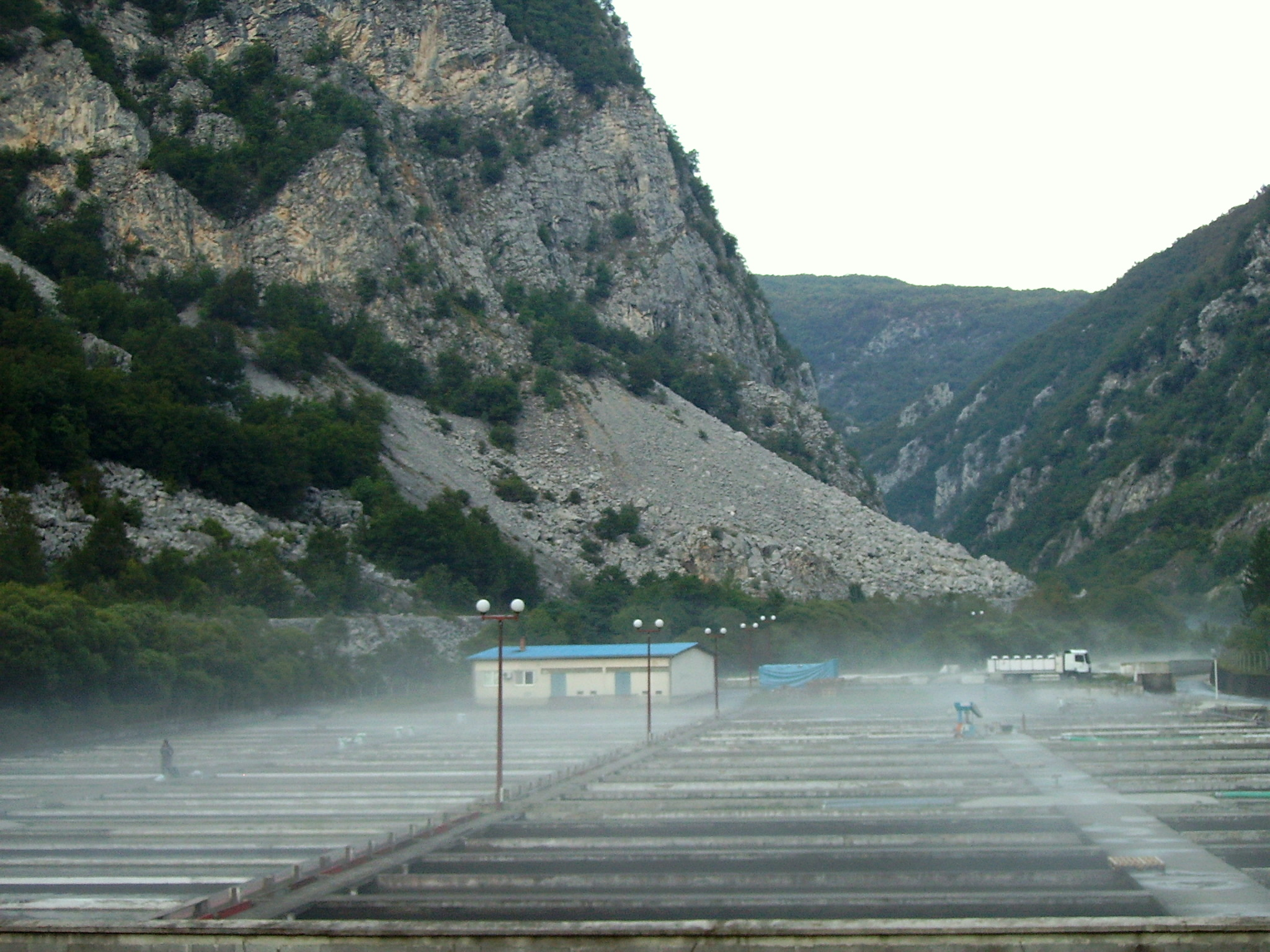
Fischfarm in Martin Brod

Martin Brod ist der Standort eines Fischzuchtbetriebes der Firma RIZ Krajina Bihać, der sich am Ufer des Unac unmittelbar am Eingang zu dessen Schlucht befindet.

### Tourismus
Neben dem Rmanj-Kloster und der Schlucht des Unac zählen die großen Wasserfälle der Una in der Nähe des Ortes sowie der verfallene Grenzwachturm aus der Zeit der osmanischen Herrschaft über Bosnien in der Nähe des Klosters zu den Sehenswürdigkeiten. 
Im Frühjahr 2008 wurde die Gegend zwischen Martin Brod und Ripač zum „Una-Nationalpark“ proklamiert. Dieser ist somit der erste Nationalpark der Föderation Bosnien-Herzegowinas. Im Ort gibt es einige kleine Pensionen, ebenso ist eine „Ökotourismussiedlung“ zwischen Martin Brod und dem Ort Kulen Vakuf derzeit im Bau.

### Verkehr

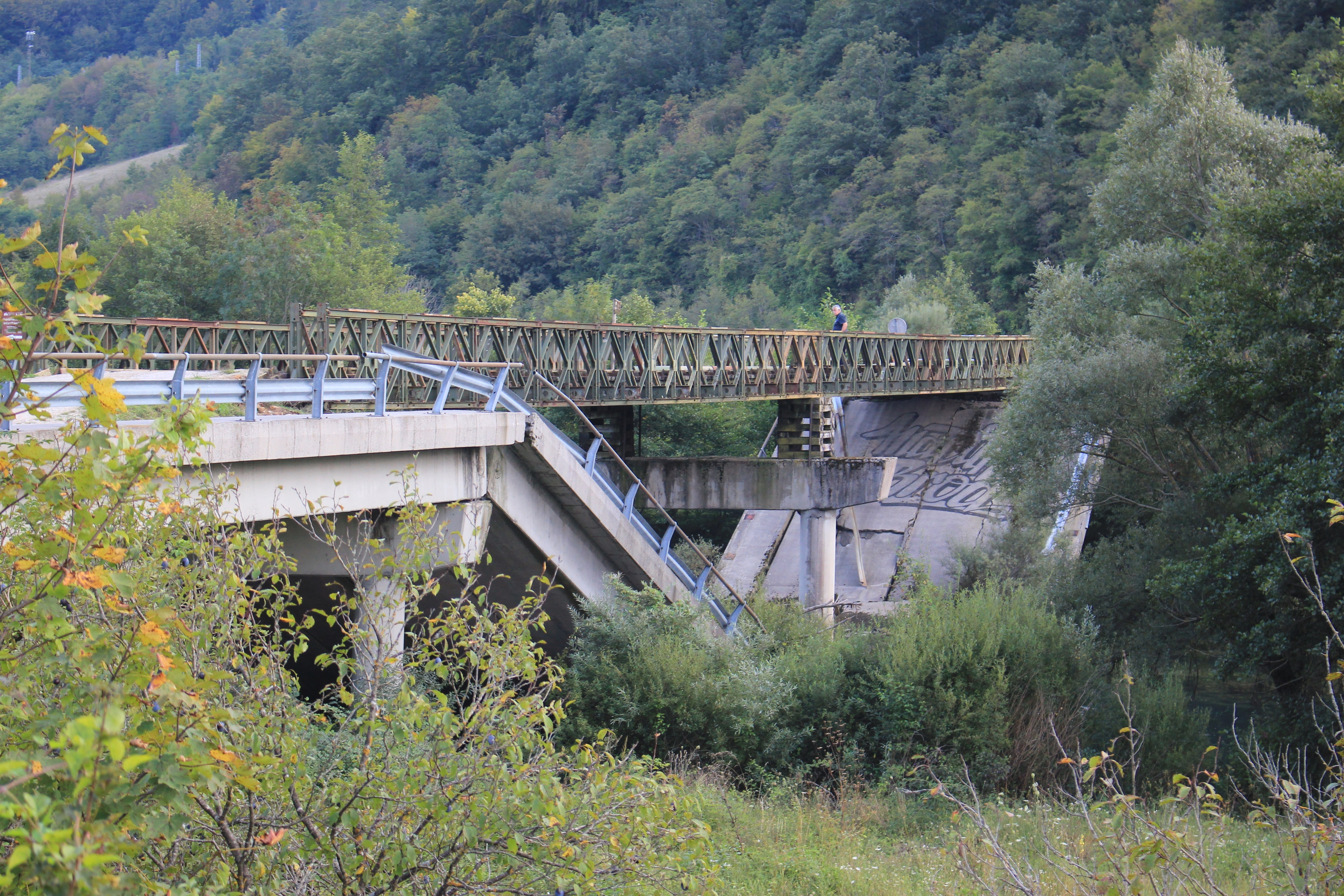
Zerstörte Straßenbrücke in Ortsnähe

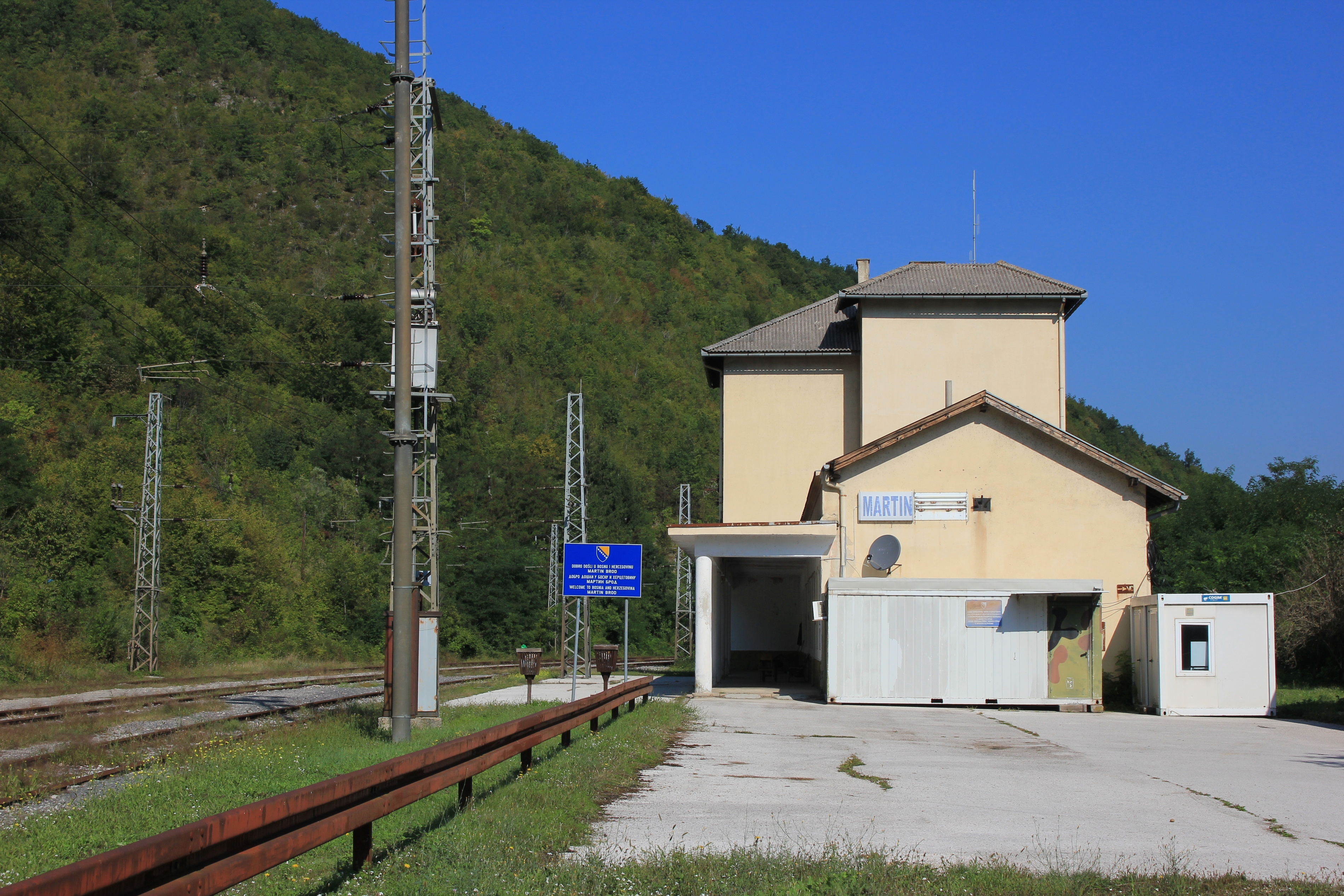
Grenzbahnhof an der Una-Bahn

Eine asphaltierte Lokalstraße führt in Serpentinen aus dem Tal hinaus und dann oberhalb der Unac-Schlucht nach Drvar. 
Eine größtenteils asphaltierte Straße verbindet Martin Brod mit dem 10 km entfernten Kulen Vakuf. Einen offiziellen Grenzübergang nach Kroatien gibt es trotz der nahen Grenzlinie und einer Wegverbindung nicht (Stand: 2024).
Der Ort verfügt über einen Bahnhof an der Una-Bahn (Bihać–Knin), der sich etwas westlich des Ortes befindet und als Grenzbahnhof fungiert. Die Strecke hat jedoch gegenwärtig keinerlei Zugverkehr (Stand: 2024).

### Staudamm-Pläne
Im Jahr 2006 wurden Pläne der Administration des Kantons Una-Sana und der Föderationsregierung bekannt, an der Una unterhalb von Martin Brod ein Wasserkraftwerk zu errichten, in dessen Stausee der Ort Martin Brod mitsamt dem Rmanj-Kloster und großen Teilen der Unac-Schlucht sowie der Una-Bahn versinken würde. Dies stieß auf den scharfen Protest der serbisch-orthodoxen Kirche, diverser internationaler Organisationen und der Republika Srpska.
Im Juli 2015 zog der Stadtrat von Bihać eine zuvor erteilte Baugenehmigung für ein Wasserkraftwerk oberhalb der Stadt nach Protesten durch Einwohner und Umweltschutzorganisationen einstimmig zurück.